# Huracán Football Club
O Huracán Football Club é um clube de futebol uruguaio com sede na cidade de Montevidéu. Disputa a segunda divisão do Campeonato Uruguaio.

## História
Surgiu da união dos clubes "Club Atlético Charrúa" e "La Esquinita Football". Seu nome foi inspirado no antigo clube Huracán do início so século XX e suas cores do uniforme foram espelhadas no Club Nacional de Football.

## Títulos
- Campeonato Uruguaio - 3ª Divisão: 3 (1983, 1990, 2006)
- Campeonato Uruguaio - 4ª Divisão: 1 (1978)